# Lidio Andrés Feliz
Lidio Andrés Feliz (né le 26 juin 1997 à Santa Cruz de Barahona) est un athlète dominicain, spécialiste du 400 mètres.

## Biographie
Il remporte la médaille de bronze du relais 4 × 400 mètres mixte lors des Relais mondiaux 2021. Le 31 juillet 2021, aux  Jeux olympiques de 2020 à Tokyo, il s'adjuge la médaille d'argent du relais 4 × 400 mètres mixte en compagnie de Marileidy Paulino, Anabel Medina et Alexander Ogando.
En 2022, il s'adjuge deux médailles d'or lors des Championnats ibéro-américains : sur 400 m en portant son record personnel à 44 s 64, et au titre du relais 4 × 400 m. En juillet 2022, lors des championnats du monde à Eugene, Feliz remporte la médaille d'or du relais 4 × 400 m mixte en compagnie de Alexander Ogando, Marileidy Paulino, et Fiordaliza Cofil en devançant le relais néerlandais et les favoris américains.

## Palmarès
| Date | Compétition                              | Lieu         | Résultat | Épreuve         | Temps         |
| ---- | ---------------------------------------- | ------------ | -------- | --------------- | ------------- |
| 2019 | Jeux mondiaux militaires                 | Wuhan        | 3e       | 4 × 100 m       | 39 s 54       |
| 2021 | Relais mondiaux                          | Chorzów      | 3e       | 4 × 400 m mixte | 3 min 17 s 58 |
| 2021 | Jeux olympiques                          | Tokyo        | 2e       | 4 × 400 m mixte | 3 min 10 s 21 |
| 2022 | Championnats ibéro-américains            | La Nucia     | 1er      | 400 m           | 44 s 64       |
| 2022 | Championnats ibéro-américains            | La Nucia     | 1er      | 4 × 400 m       | 3 min 0 s 98  |
| 2022 | Championnats du monde                    | Eugene       | 1er      | 4 x 400 m mixte | 3 min 9 s 82  |
| 2023 | Jeux d'Amérique centrale et des Caraïbes | San Salvador | 3e       | 4 x 400 m       | 3 min 02 s 19 |
| 2023 | Jeux d'Amérique centrale et des Caraïbes | San Salvador | 1er      | 4 x 400 mixte   | 3 min 14 s 81 |

## Records personnels
| Épreuve | Temps   | Vent | Lieu           | Date         |
| ------- | ------- | ---- | -------------- | ------------ |
| 200 m   | 20 s 33 | +0,8 | Saint-Domingue | 27 mars 2021 |
| 400 m   | 44 s 64 |      | La Nucia       | 21 mai 2022  |